# Хайнрих II фон Лауфен
Хайнрих II фон Лауфен (на немски: Heinrich von Laufen; † сл. 1067) е граф на Лауфен в Лобденгау.

## Произход
Той е най-големият син на граф Бопо фон Лобденгау († сл. 1067). Брат е на граф Попо II фон Лауфен († сл. 1122) и на Бруно († 1124), архиепископ на Трир (1102 – 1124).

## Фамилия
Хайнрих II фон Лауфен се жени за Ида фон Верл (* ок. 1030; † ок. 1065), дъщеря на граф Бернхард II фон Верл († ок. 1070), сестра на Хайнрих II фон Верл, епископ на Падерборн (1084 – 1127). Те имат една дъщеря:
- Аделхайд фон Лауфен (* 1075), наследничка, омъжена I. ок. 1090 г. за граф Адолф I (II) фон Берг († 1106), II. ок. 1115 г. за граф Фридрих I фон Зомершенбург, пфалцграф на Саксония († 1120/1121).